# Bonesia variabilis
Bonesia variabilis es un coleóptero de la familia Chrysomelidae.
Fue descrita científicamente por primera vez en 1885 por Duvivier.